# Vancouver Whitecaps Football Club
O Vancouver Whitecaps Football Club, também conhecido como Vancouver Whitecaps FC ou simplesmente Vancouver Whitecaps, é um clube de futebol do Canadá, da cidade de Vancouver, Columbia Britânica.

## Técnicos
- Bob Lenarduzzi (1988–1989)
- Bob Lilley (2007)
- Teitur Thordarson (2008–2011)
- Tom Soehn (2011)
- Martin Rennie (2011–2013)
- Carl Robinson (2013–)
- Vanni Sartini (2021–)

## Títulos
| Nacionais               | Nacionais                            | Nacionais | Nacionais               |
|                         | Competição                           | Títulos   | Temporadas              |
| ----------------------- | ------------------------------------ | --------- | ----------------------- |
| Canadá                  | Campeonato Canadense                 | 4         | 2015, 2022, 2023 e 2024 |
| Estados Unidos          | USL First Division                   | 2         | 2006 e 2008             |
| Outros Títulos          |                                      |           |                         |
|                         | Competição                           | Títulos   | Temporadas              |
| Estados Unidos · Canadá | Walt Disney World Pro Soccer Classic | 1         | 2012                    |
| Estados Unidos · Canadá | Cascadia Cup                         | 2         | 2013 e 2014             |

## Elenco atual
Atualizado em  17 de fevereiro de 2025.
Legenda
- : Capitão
- : Jogador suspenso
- : Jogador lesionado

## Campanhas de destaque
- Campeonato Canadense: 2º lugar - 2009, 2010, 2011*, 2012*, 2013*; 3º lugar - 2008, 2014*
- Campeão: Campeonato Canadense de Futebol 2022
- Copa dos Campeões da CONCACAF: 2º lugar - 2025

*Como equipe da MLS.

## Uniformes
| 2011 | Ver evolução | Atual |